# Ventosa do Bairro
Ventosa do Bairro é uma povoação portuguesa do Município da Mealhada que foi sede da extinta Freguesia de Ventosa do Bairro, freguesia que tinha 7,09 km² de área e 1 002 habitantes (2011), e, por isso, uma densidade populacional de 141,3 hab/km².
A Freguesia de Ventosa do Bairro foi extinta (agregada) pela reorganização administrativa de 2012/2013, tendo o seu território sido agregado ao das Freguesias de Mealhada e Antes para criar a Freguesia de Mealhada, Ventosa do Bairro e Antes.
Ventosa do Bairro foi integrada no concelho (atual município) da Mealhada em 4 de Julho de 1837, por decreto de D. Maria II.

## População
| População da freguesia de Ventosa do Bairro (1864 – 2011) | População da freguesia de Ventosa do Bairro (1864 – 2011) | População da freguesia de Ventosa do Bairro (1864 – 2011) | População da freguesia de Ventosa do Bairro (1864 – 2011) | População da freguesia de Ventosa do Bairro (1864 – 2011) | População da freguesia de Ventosa do Bairro (1864 – 2011) | População da freguesia de Ventosa do Bairro (1864 – 2011) | População da freguesia de Ventosa do Bairro (1864 – 2011) | População da freguesia de Ventosa do Bairro (1864 – 2011) | População da freguesia de Ventosa do Bairro (1864 – 2011) | População da freguesia de Ventosa do Bairro (1864 – 2011) | População da freguesia de Ventosa do Bairro (1864 – 2011) | População da freguesia de Ventosa do Bairro (1864 – 2011) | População da freguesia de Ventosa do Bairro (1864 – 2011) | População da freguesia de Ventosa do Bairro (1864 – 2011) |
| --------------------------------------------------------- | --------------------------------------------------------- | --------------------------------------------------------- | --------------------------------------------------------- | --------------------------------------------------------- | --------------------------------------------------------- | --------------------------------------------------------- | --------------------------------------------------------- | --------------------------------------------------------- | --------------------------------------------------------- | --------------------------------------------------------- | --------------------------------------------------------- | --------------------------------------------------------- | --------------------------------------------------------- | --------------------------------------------------------- |
| 1864                                                      | 1878                                                      | 1890                                                      | 1900                                                      | 1911                                                      | 1920                                                      | 1930                                                      | 1940                                                      | 1950                                                      | 1960                                                      | 1970                                                      | 1981                                                      | 1991                                                      | 2001                                                      | 2011                                                      |
| 1.050                                                     | 1.123                                                     | 1.277                                                     | 1.302                                                     | 1.391                                                     | 1.436                                                     | 1.639                                                     | 1.825                                                     | 1.988                                                     | 2.119                                                     | 1.226                                                     | 1.247                                                     | 1.099                                                     | 1.186                                                     | 1.002                                                     |

A freguesia de Antes foi criada em 23 de Abril de 1964, separando-se da freguesia de Ventosa do Bairro

## Património
- Igreja de Nossa Senhora da Assunção (matriz)
- Cruzeiro
- Casa seiscentista com capela
- Pelourinho
- Casa da Quinta do Carvalhinho